# Bernd Kirtz
Bernd Kirtz (* 1929 in Kassel) ist ein deutscher Fotograf.

## Leben
Bernd Kirtz wurde im Jahr 1929 im hessischen Kassel geboren. Zwischen 1943 und 1953 absolvierte er eine Ausbildung zum Fotografen, die von Kriegsdienst und Gefangenschaft unterbrochen wurde. In dieser Zeit lebte er in Eupen, Düren und Köln. Schließlich legte er bei Karl Hugo Schmölz in Köln seine Meisterprüfung ab. Zwischen 1955 und 1960 bildete sich Kirtz an der Folkwangschule Essen in künstlerischer Gestaltung fort.
Die Goldmedaille auf der „Photo 64“ ist die erste Auszeichnung, die Kirtz für seine Fotokunst erhielt. 1967 folgte der Graphik-Design-Preis Deutschland. Mit diesem Preis wurde Kirtz nochmals 1968 und 1969 ausgezeichnet. Im Jahr 1972 wurde ihm der Ehrenpreis der Handwerkskammer Düsseldorf zuerkannt. Kirtz erhielt außerdem die Ehrenurkunde des Arbeitskreises Werbe- und Industriephotographie und 1975 den Staatspreis für das Kunsthandwerk Nordrhein-Westfalen. 
Seit dem Jahr 1955 besaß Kirtz ein Fotoatelier in Duisburg. In der Folge entstanden vor allem Fotografien der Stadt. Im Jahr 1991 wurde er mit dem Duisburger Kunstpreis der Siemens Nixdorf AG ausgezeichnet. Im Fokus der Arbeiten von Bernd Kirtz stehen die Industrieanlagen in Duisburg und am Niederrhein. Kirtz gilt außerdem als „Hausfotograf des Lehmbruck-Museums“. Im Jahr 2008 zeigte das Lehmbruck Museum Duisburg eine Ausstellung mit Kirtz-Bildern. Die Sammlungen des Fotografen werden heute im Stadtarchiv Duisburg, dem Kultur- und Stadthistorischen Museum und dem Binnenschifffahrtsmuseum aufbewahrt.